# Phleum
Phleum es un género de plantas herbáceas perteneciente a la familia de las poáceas. Es originario de Eurasia y Estados Unidos.

## Descripción
Son plantas perennes. Hojas con vaina de márgenes libres; lígula obtusa; limbo plano con haz estriado. Inflorescencia en panícula espiciforme, densa, con ramas casi completamente soldadas al raquis. Espiguillas muy comprimidas lateralmente, con 1 sola flor articulada con la raquilla. Glumas más largas que la flor, subiguales, trinervadas, marcadamente aquilladas. Raquilla no prolongada por encima de la flor, Lema con 5 nervios poco marcados, membranosa. Pálea tan larga como la lema, con 2 nervios. Lodículas bilobadas. Ovario glabro. Cariopsis ovoidea. Hilo elíptico.

## Taxonomía
El género fue descrito por Carlos Linneo y publicado en Species Plantarum 1. 59. 1753.
Etimología
Phleum: nombre genérico que deriva de la palabra griega phleos, una especie de caña o pasto.
Citología
Tiene un número de cromosomas de: x = 7. 2n = 10 (raremente), o 14, o 28, o 42. 2, 4, y 6 ploidias. Cromosomas ‘grandes’.

## Especies
| - Phleum alpinum - Phleum arenarium - Phleum boissieri - Phleum commutatum - Phleum crypsoides - Phleum echinatum - Phleum exaratum (sin. P. graecum) - Phleum gibbum | - Phleum hirsutum - Phleum iranicum - Phleum japonicum - Phleum montanum - Phleum nodosum - Phleum paniculatum - Phleum phleoides - Phleum pratense (sin. P. bertolonii) - Phleum subulatum |